# 1 (B1A4專輯)
《1》是韓國的男子組合B1A4的第1張原創日語專輯，於2012年10月24日發行。唱片公司為波麗佳音。

## 概要
- 收錄第1張單曲《Beautiful Target》和第2張單曲《晚安 good night》，共2首A面曲。
- 新曲《只學會不好的事（Japanese Ver.）》是B1A4第一張迷你專輯《Let's Fly》主打歌《只學會不好的事》（못된 것만 배워서）的日語版本。
- 新曲《Only One（Japanese Ver.）》是《Let's Fly》收錄曲目《Only One》的日語版本。
- 本作分「初回生產限定盤A」、「初回生產限定盤B」和「通常盤」3種版本。「初回生產限定盤A」收錄了《Beautiful Target（Japanese Ver.）》和《晚安 good night》的PV和Making；「通常盤」追加收錄新曲《O.K（Japanese Ver.）》，此曲是B1A4第一張迷你專輯《Let's Fly》主打曲《O.K》的日語版本。
- 在11月5日於Oricon公信榜專輯週榜上取得第5名。

## 收錄內容

### CD
1. Beautiful Lie
2. 晚安 good night（おやすみ good night）
2nd單曲、1st正規專輯Repackage「THE B1A4 Ⅰ［IGNITION］SPECIAL EDITION」主打曲「BABY GOOD NIGHT (잘자요 굿나잇)」的日語版本
3. Empty Mind
4. 只學會不好的事（Japanese Ver.）（悪いことばかり学んで）
1st迷你專輯「Let's Fly」主打曲「只學會不好的事（못된 것만 배워서）」的日語版本
5. Tipping point
6. Wake me up
7. Only One（Japanese Ver.）
1st迷你專輯「Let's Fly」收錄曲「Only One」的日語版本
8. Beautiful Target（Japanese Ver.）
1st單曲、2nd迷你專輯「it B1A4」主打曲「Beautiful Target」的日語版本
9. one love
10. O.K（Japanese Ver.）
通常盤追加收錄
1st迷你專輯「Let's Fly」主打曲「O.K」的日語版本

### DVD（初回生産限定盤A）
1. Beautiful Target（Japanese Ver.）（PV+Making）
2. 晚安 good night （PV+Making）